# 粤剧八和公墓
粵劇八和公墓，是越秀區文物保護單位之一，位於廣東省廣州市越秀區礦泉街道走馬崗路，是中國唯一一座專門為戲曲藝術工作者而設的墓地。公墓在清朝末年、民國年初由八和會館所購置，專門用作安葬粵劇藝人，是八和會館作為同業公會提供的福利之一。公墓在中華人民共和國成立之初曾陷入無人管理的狀態，又在文化大革命期間差點被反對派毀壞，後來在1987年8月進行了修復工程。2009年9月8日，八和公墓列入第一批越秀區文物保護單位。

## 歷史
粤剧八和公墓在清朝末年、民國年初由粵劇藝人同業公會八和會館所購置，用以安葬粵劇藝人。當時，大部分粵劇藝人的社会地位較低，家境也不富裕，很多艺人死後要由八和会馆出面安葬，因此這座公墓是八和会馆作為同業公會而提供的福利之一。八和会馆起初還在公墓現址附近買下了三个墓园，但這些墓園均因為城市建设发展而消失。公墓最早的墓碑在1916年建立。
中華人民共和國成立之初，八和會館的活动一度被中止，公墓隨之陷入无人管理的状态。1956年，知名粵劇藝人薛觉先去世，其墓設於八和公墓，中华人民共和国总理周恩来為此向公墓祭献花圈。在文化大革命期間，反对派一度企圖毀壞八和公墓，但他們看到薛覺先也葬於此處，因而放棄毀壞公墓的圖謀。1987年8月，公墓進行修复工程。
到了2003年，仍然有粵劇藝人入葬八和公墓。2004年，广州市進行第四次文物普查，意外发现了八和公墓。2009年9月8日，越秀区政府把公墓列入第一批越秀区文物保护单位。
八和公墓起初由李祖礼擔任守墓人，其子嗣李德成、李日海後來也曾擔任此職，現由李日海兄長李日河負責守墓。

## 結構
粤剧八和公墓佔地736平方米，坐南朝北，設有超過190座墓穴，是中國唯一一座專門為戲曲藝術工作者而設的墓地。公墓周边有两米高的红砖围墙，大门以绿琉瓦建成，上方有一幅青石横额，書写了「粤剧八和公墓」六字；大门上亦有一副在1987年8月建立的对联，內容為「名园再建记荣名，义地重修扬正义」。
八和公墓的墓碑排列错落，墓碑之間幾乎沒有空隙，每块墓碑前方均栽种了两棵小松树。公墓的空地隨着更多人入葬而愈來愈少，因此較後安葬者的墓碑佔用較少面积。只有粤剧艺人才可以葬於八和公墓，而多數墓穴皆是粤剧艺人及其親屬的合墓；亦有七、八名入葬八和公墓的粤剧艺人生前有两名妻子，死後與她們合葬在同一墳墓。公墓內外觀最显眼、佔地面積最大的两块墓碑是薛觉先之墓（有史料認為該墓只是衣冠冢）與梁荫棠之墓，分別位於公墓的北边和中央。